# Mohamed El Yamani
Mohamed El Yamani (Arabisch: محمد اليماني) (Ismaïlia, 10 januari 1982) is een Egyptisch voormalig profvoetballer die doorgaans als centrumspits speelde. Hij kwam in zijn carrière uit voor verschillende clubs in Egypte, België en Malta. Daarnaast speelde El Yamani twee interlands voor het nationale voetbalelftal van Egypte. Hij sloot zijn voetballoopbaan af in september 2011 bij het Maltese Floriana FC. 